# Jožko Budin
Jožko Budin (tudi Jožef Anton Budin), slovenski inženir elektrotehnike, * 13. junij 1928, Zalošče, †  marec 2013.

## Življenje in delo
Maturiral je 1947 na I. državni gimnaziji v Mariboru, 1955 diplomiral na oddelku za elektrotehniko ljubljanske Tehniške fakultete, 1967 magistriral in 1968 doktoriral na Fakulteti za elektrotehniko v Ljubljani z disertacijo Uklonjeno polje oblikovanih pregrad (COBISS). Strokovno se je izpopolnjeval na Univerzi v Leedsu v Združenem kraljestvu in Tehniškem inštitutu elektronike in telekomunikacij (LEIS) v Leningradu v Sovjetski zvezi. Leta 1962 se je zaposlil na Inštitutu (kasneje Industriji) za elektrozveze v Ljubljani.
Leta 1961 je bil izvoljen za honorarnega predavatelja na ljubljanski Fakulteti za elektrotehniko. Med letom 1975 in 1977 je bil tam prodekan za pedagoško delo, od 1979 tudi redni profesor, v obdobju 1979-81 pa dekan. Ustanovil in vodil je raziskovalni Laboratorij za antene in razširjanje valov (LARV), ki je bil skupen za elektrotehniško fakulteto in podjetje Iskra. Sam ali skupaj s sodelavci je izdelal več projektov, elaboratov in študij za potrebe jugoslovanske industrije in JLA. Ustanovil in vodil je tudi Laboratorij za optične komunikacije (LOK), ki se je 1997 z LARV združil v današnji Laboratorij za sevanje in optiko (LSO).
Njegovo znanstveno-raziskovalno in razvojno delo je obsegalo: sodelovanje pri razvoju prvega radiodifuznega FM oddajnika (1955), širokopasovne antene, radarsko pasivno izvidništvo (radarska detekcija in lokacija, mikrovalovni interferometrični sistemi radarske detekcije), uporaba digitalnega modela reliefa pri načrtovanju radijskih zvez, propagacijski modeli, optično vlakno in optične komunikacijske zveze. Sodeloval je s tujimi univerzami v Padovi, Strathclydu in Glasgowu. Vrsto let je bil tudi predavatelj na Višji tehniški šoli v Mariboru, na Elektro fakulteti v Splitu in Visoki tehniški šoli kopenjske vojske v Zagrebu. Objavil je več člankov in referatov v domačih in tujih revijah, napisal več učbenikov in razvil učne pripomočke za svoje predmete Elektromagnetika, Antene, Razširjanje radijskih valov, Mikrovalovna pasivna vezja, Radijske komunikacije in Optične komunikacije. Zasnoval je redna strokovna seminarja Radijske komunikacije (SRK) in Optične komunikacije (SOK). Leta 2004 je prejel Srebrni red za zasluge RS (pri uvajanju sodobne mature v slovenski prostor), Vidmarjevo (1981) in Žagarjevo nagrado (1984), Veliko nagrado Iskre, visoko priznanje Združenja vojaške industrije Jugoslavije, zlato plaketo Univerze v Ljubljani (1984), po upokojitvi pa je bil imenovan za njenega zaslužnega profesorja (1998).

## Izbrana bibliografija
- Antene: teorija, naprave, merjenja (1968) (COBISS)
- Mikrovalovna pasivna vezja (1973) (COBISS)
- Razširjanje radijskih valov (1975) (COBISS)
- Poglavja iz teorije anten (1985) (COBISS)
- Svetlovodi (1986) (COBISS)
- Poglavja iz teorije anten (1991) (COBISS)
- Optične komunikacije (1993) (COBISS)
- Optične komunikacije z osnovami optike (1998) (COBISS)
- Elektromagnetna sevanja (2004) (COBISS)